# Таборы (Оханский район)
Та́боры — село в Оханском городском округе Пермского края России.

## Географическое положение
Село расположено на правом берегу Камы на расстоянии примерно 17 километров по прямой на северо-запад от города Оханск.

## История
Известно с 1614 года (на въезде в село стоит стела с текстом, согласно которому Таборы упоминаются в т. н. переписи — писцовой книге Яхонтова 1579 года). Изначально называлось починком Против Березового острова. Деревянная церковь появилась в конце XVIII века, и поселение приобрело статус села. В начале 1960-х годов село было перенесено на новое более возвышенное место из-за подъёма уровня Камы вследствие заполнения Воткинского водохранилища. С 2006 по 2018 год являлось центром сельского поселения Оханского района. После упразднения обоих муниципальных образований стало рядовым населенным пунктом Оханского городского округа.

## Климат
Климат умеренно-континентальный. Наиболее теплым месяцем является июль, средняя максимальная температура которого 24,8°С, а самым холодным январь со среднемесячной температурой — 17,3°С. Среднегодовая температура 2,1°С.

## Население
Постоянное население составляло 612 человек (92 % русские) в 2002 году, 579 человек в 2010 году. 

## Достопримечательности
Севернее села на склоне холма расположена особо охраняемая территория[уточнить] — место падения в 1887 году одного из осколков Оханского метеорита (площадь — 1 га). В здании сельского клуба функционирует «Визит-центр Оханского метеорита». В селе есть действующий православный храм апостолов Петра и Павла и небольшой памятник героям Великой Отечественной войны.